# Гашовіце (Сілезьке воєводство)
Гашовіце (пол. Gaszowice, нім. Gaschowitz) — село в Польщі, у гміні Гашовіце Рибницького повіту Сілезького воєводства.
Населення — 2945 осіб (2011).
У 1975-1998 роках село належало до Катовицького воєводства.

## Демографія
Демографічна структура станом на 31 березня 2011 року:
|          | Загалом | Допрацездатний вік | Працездатний вік | Постпрацездатний вік |
| -------- | ------- | ------------------ | ---------------- | -------------------- |
| Чоловіки | 1433    | 295                | 995              | 143                  |
| Жінки    | 1512    | 278                | 914              | 320                  |
| Разом    | 2945    | 573                | 1909             | 463                  |